# Yvernaumont
Yvernaumont är en kommun i departementet Ardennes i regionen Grand Est (tidigare regionen Champagne-Ardenne) i nordöstra Frankrike. Kommunen ligger  i kantonen Flize som ligger i arrondissementet Charleville-Mézières. År 2022 hade Yvernaumont 121 invånare.

## Befolkningsutveckling
Antalet invånare i kommunen Yvernaumont
Referens: INSEE